# Messerschmitt Me 209-II
Il Messerschmitt Me 209-II fu un caccia monomotore ad ala bassa sviluppato dall'azienda tedesca Messerschmitt nei primi anni quaranta e rimasto allo stadio di prototipo.
Il modello, che nelle intenzioni dell'azienda avrebbe dovuto sostituire il precedente Bf 109, non dev'essere confuso con il Me 209 da competizione dal quale non si sviluppò mai un velivolo militare.